# ターシャ・アレクサンダー
ターシャ・アレクサンダー（Tasha Alexander、1969年12月1日 - ）は、アメリカ合衆国の推理作家。主な執筆ジャンルは歴史ミステリで、『ニューヨーク・タイムズ』でベストセラーリストに入った作品もある。

## 経歴
両親ともに哲学の教授で、幼いころから読書を薦められて育った。ノートルダム大学で中世の研究をし英語の学位を取得。
2002年、コネチカット州ニューヘイブンに住んでいた時に、ドロシー・L・セイヤーズの『学寮祭の夜』（原題：Gaudy Night ）にインスパイアされて処女作の執筆を始める。2005年、ウィリアム・モロー社から「レディ・エミリーの事件帖」シリーズの第1作となる『折れたアポロ像の鼻』（原題：And Only to Deceive ）を上梓。テネシー州フランクリンへ越し、地元のスターバックスで第2作の執筆作業をした。その後さらに引っ越したシカゴでイギリスの作家アンドリュー・グラントと結婚、グラントはベストセラー作家リー・チャイルドの弟である。
2007年、ミナトー・ブックスに引き抜かれ、よく調べられた正確な歴史の描写などを高く評価され、同社の歴史ミステリ系ではトップの作家となった。作品は10か国語以上に翻訳され、ブルース・アレクサンダー賞やレビュアーズ・チョイス・アワード（読者賞）などにノミネートされた。

## 作品リスト

### レディ・エミリーの事件帖シリーズ
1890年代のヨーロッパを舞台に、結婚してすぐに夫を亡くした若き貴婦人エミリーが様々な事件を解決する。
| #  | 邦題               | 原題                                  | 刊行年 | 刊行年月  | 訳者       | 出版社                                       |
| -- | ------------------ | ------------------------------------- | ------ | --------- | ---------- | -------------------------------------------- |
| 01 | 折れたアポロ像の鼻 | And Only to Deceive                   | 2005年 | 2016年1月 | さとう史緒 | ハーパーコリンズ・ジャパン 〈ハーパーBOOKS〉 |
| 02 | 盗まれた王妃の宝石 | A Poisoned Season                     | 2007年 | 2016年9月 | さとう史緒 | ハーパーコリンズ・ジャパン 〈ハーパーBOOKS〉 |
| 03 |                    | A Fatal Waltz                         | 2008年 |           |            |                                              |
| 04 |                    | Tears of Pearl                        | 2009年 |           |            |                                              |
| 05 |                    | Dangerous to Know                     | 2010年 |           |            |                                              |
| 06 |                    | A Crimson Warning                     | 2011年 |           |            |                                              |
| 07 |                    | Death in the Floating City            | 2012年 |           |            |                                              |
| 08 |                    | Behind the Shattered Glass            | 2013年 |           |            |                                              |
| 09 |                    | The Counterfeit Heiress               | 2014年 |           |            |                                              |
| 10 |                    | The Adventuress: A Lady Emily Mystery | 2015年 |           |            |                                              |

- "That Silent Night: A Lady Emily Christmas Story" (2015) - 電子版の短編

### その他
- Elizabeth: The Golden Age (2007) - 2007年の映画『エリザベス:ゴールデン・エイジ』のノベライズ作品[9]
- "Preparations" (2013) - オットー・ペンズラー（英語版）編"Kwik Krimes" 収録